# Лорка (футбольный клуб)
«Лорка» (исп. Lorca FC) — испанский футбольный клуб из города Лорка, в провинции и автономном сообществе Мурсия. Клуб основан в 2003 году, домашние матчи проводит на стадионе «Франсиско Артес Карраско», вмещающем 8 120 зрителей. В Примере команда никогда не выступала, лучшим результатом является 1-е место в IV группе Сегунды B в сезоне 2016/17, а также победа в полуфинальном матче чемпионского плей-офф, что позволило клубу впервые выйти в Сегунду, а также принять участие в матчах за 1 место в дивизионе. Клуб до 2010 года носил название «Ла Ойя Депортива» и представлял одноимённый город, после исчезновения исторического клуба из Лорки (Лорка Депортива) команда переехала в Лорку и сменила название на «Ла Ойя Лорка», которое сохранялось до 2016 года, когда команда сменила название на нынешнее. 6 августа решением Королевской испанской футбольной федерацией место «Лорки» в Сегунде B было отдано футбольному клуба «Ивиса». В связи с этим сезон 2018/2019 «Лорка» проведёт в Терсере.

## Сезоны по дивизионам
- Сегунда — 1 сезон
- Сегунда B — 4 сезона
- Терсера — 4 сезона
- Региональная лига — 7 сезонов

## Достижения
- Сегунда Б — Группа IV
  - Победитель: 2016/17
- Терсера
  - Победитель: 2012/13